# Ализе
Ализе Жакоте, по-известна само като Ализе (на френски: Alizée, Alizée Jacotey), е френска певица, родена в град Аячо, южна Корсика. Омъжена е за Жереми Шатлен (от френски – Jérémy Chatelain) и имат дъщеря Ани-Лий, родена на 29 април 2005 г. На френски „Ализе“ означава пасат – силен субтропически вятър и отразява страстта на нейните родители към уиндсърфинга. Въпреки певческите си заложби, Ализе предпочита да танцува.
Към март 2007 г. Ализе не пее активно, но работи по нов музикален албум.

## Кариера
Две от водещите фигури на френската популярна музика – Милен Фармер и Лоран Бутона напътстват и обучават младата Ализе (тогава на 16 г.) на всичко, което ѝ е нужно за да пробие и следва пътя на звездите. Също така ѝ дават и нейния характерен стил: лолита.
Нейният първи хит Moi... Lolita („Аз... Лолита“) силно напомня на известния литературен персонаж от едмоименния роман на Владимир Набоков.

### Първият албум
Първият и сингъл Moi... Lolita излиза на 4 юли 2000 и ведна става големият и успех. Веднага следва и излизането на първия и албум Gourmandises (Лакомнички). Той бива продаден за 2 години в над 4 милиона екземпляра и също така печели многобройни награди като NRJ Music Awards, World Music Awards, M6 Awards а също така и многобройни европейски конкурси, оправдавайки надеждите на всички, които вярват в нея. В началото на 2001 успява да се класира за 2 седмици едновременно с 2 заглавия във френския ТОП 3 (L'Alizé n°1 и Moi Lolita n°3). Нейният успех надминава дори и най-смелите очаквания след като става известен извън франкофонските граници и дори се класира начело на хит паради в страни като Италия, Испания, Германия, Англия, Полша, Холандия, Русия и т.н. най-често под n°1 по продажби за дълги седмици.

### Вторият албум
Ализе продуцира своят втори албум Mes courants électriques (Моето електрично напрежение) заедно с Милен Фармер и Лоран Бутона. Той излиза на 18 март 2003 във Франция и съдържа сингъла J'en ai marre ! (Писна ми !). Също така освен забележителните продажби в Европа, албумът се задържа за няколко седмици на първо място и в Азия.
Ализе предприема голямо турне във Франция на което водещи песни са J'ai pas vingt ans (Не съм на двадесет години) и À contre-courant (Срещу течението). Турнето започва с цяла седмица представления на Олимпия и завършва на Зенит. Всички представления са препълнени.
През 2003 създава доста работа като се омъжва в Лас Вегас за Жереми Шателен участник в Стар Академи 2. Те се срещат на Eurobest (ЕвроБест) в Кан на 25 март 2003. Две години по-късно тя ражда дъщеричката си.

### Третият албум
Ализе подготвя завръщането си с трети албум. Този албум е композиран главно от Жан Фок (Jean Fauque) и Жереми Шателен.

## Дискография

### Студийни албуми
- Gourmandises (2000)
- Mes Courants Électriques (2003)
- Psychédélices (2007)
- Une enfant du siècle (2010)
- 5 (2013)
- Blonde (2014)

### Компилации
- Tout Alizée (2007)

### Сингли
- Moi... Lolita (2000)
- L'Alizé (2000)
- Gourmandises (2001)
- Parler Tout Bas (2001)
- J'en Ai Marre (2003)
- J'ai Pas Vingt Ans (2003)
- À Contre-Courant (2003)
- Mademoiselle Juliette (2007)
- Fifty-Sixty (2008)
- La Isla Bonita (2008)
- Limelight (2010)
- Les collines (never leave you) (2010)
- À cause de l'automne (2012)
- Je veux bien (2013)
- Blonde (2014)
- Alcaline (2014)

### Видео албуми
- Alizée en concert (2004)

## Видеоклипове
| Видеоклип                      | Премиера | Албум                    |
| ------------------------------ | -------- | ------------------------ |
| Moi... Lolita                  | 2000     | Gourmandises             |
| L'Alizé                        | 2000     | Gourmandises             |
| Parler tout bas                | 2001     | Gourmandises             |
| Gourmandises                   | 2001     | Gourmandises             |
| J'en ai marre!                 | 2003     | Mes courants électriques |
| J'ai pas vingt ans             | 2003     | Mes courants électriques |
| À contre-courant               | 2003     | Mes courants électriques |
| Mademoiselle Juliette          | 2007     | Psychédélices            |
| Fifty-sixty                    | 2008     | Psychédélices            |
| Limelight                      | 2010     | Une enfant du siècle     |
| Les collines (never leave you) | 2010     | Une enfant du siècle     |
| À cause de l'automne           | 2012     | 5                        |
| Je veux bien                   | 2013     | 5                        |
| Blonde                         | 2014     | Blonde                   |

## Турнета
- En Concert Tour (2003 – 2004)
- Psychédélices Tour (2008)
- Blonde tour (2014-)

## Награди
- NRJ Music Awards
- Най-добър френски изпълнител (2001)
- Най-добър музикален интернет сайт (2001)